# الدوري النمساوي 1945–46
الدوري النمساوي الممتاز 1945–46 (بالألمانية: Österreichische Fußballmeisterschaft 1945/46)‏ هو الموسم 35 من  بوندسليغا النمسا لكرة القدم. أشرف على تنظيمه اتحاد النمسا لكرة القدم، وكان عدد الأندية المشاركة فيه  12، وفاز فيه رابيد فيينا.